# Somme-Suippe
Pour les articles homonymes, voir Somme et Suippe (homonymie).
Somme-Suippe est une commune française, située dans le département de la Marne en région Grand Est.

## Géographie
| Souain-Perthes-lès-Hurlus |                      | Laval-sur-Tourbe      |
| Suippes                   | Somme-Suippe         | Saint-Jean-sur-Tourbe |
| Bussy-le-Château          | Saint-Remy-sur-Bussy | Somme-Tourbe          |

### Hydrographie

#### Réseau hydrographique
La commune est dans la région hydrographique « la Seine du confluent de l'Oise (inclus) à l'embouchure » au sein du bassin Seine-Normandie. Elle est drainée par la Suippe,.
La Suippe, d'une longueur de 82 km, prend sa source dans la commune et se jette  dans l'Aisne à Saint-Juvin, après avoir traversé 27 communes. 

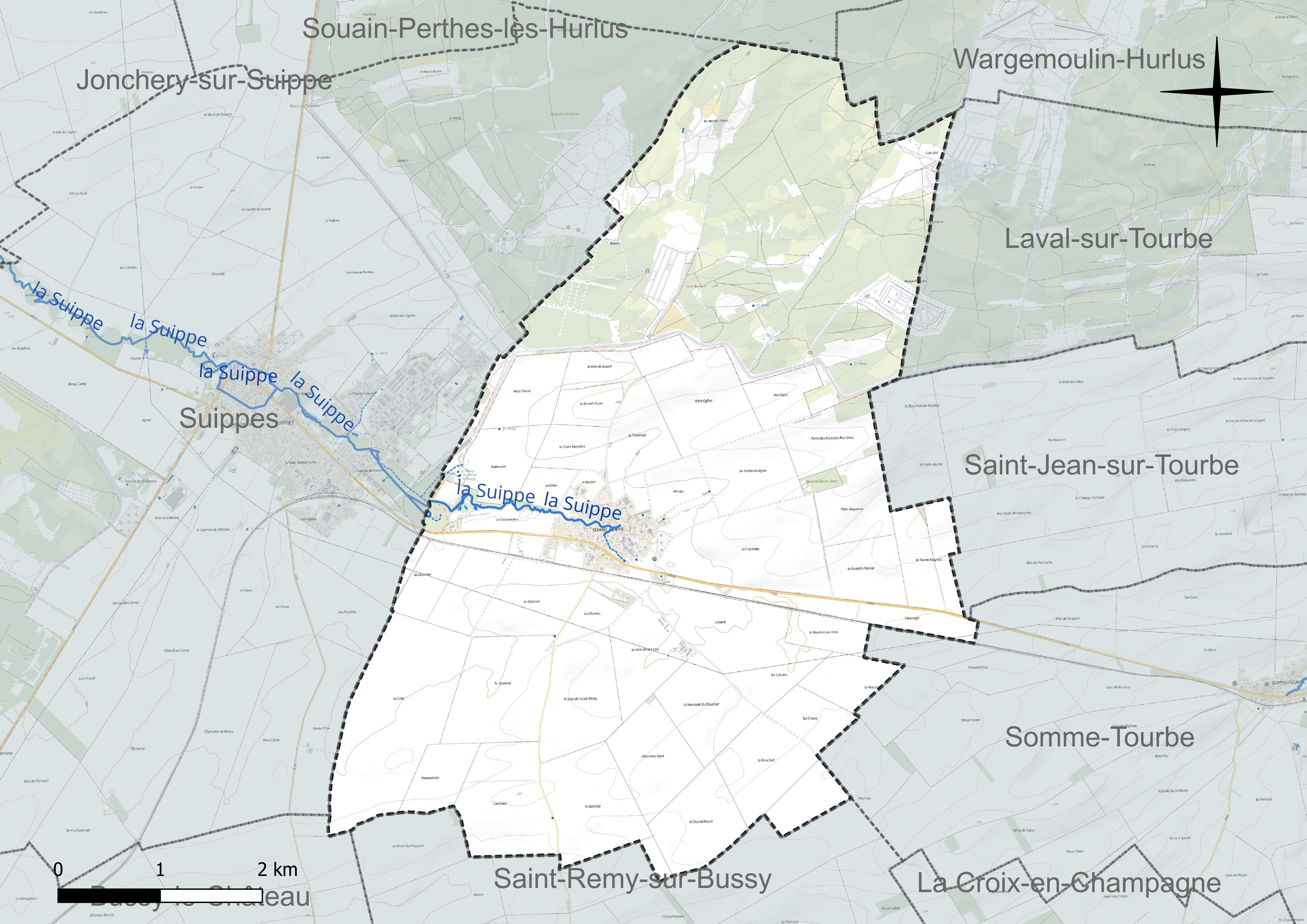
Réseau hydrographique de Somme-Suippe.

#### Gestion et qualité des eaux
Le territoire communal est couvert par le schéma d'aménagement et de gestion des eaux (SAGE) « Aisne Vesle Suippe ». Ce document de planification, dont le territoire s’étend sur 3 096 km2 répartis sur trois départements (Aisne, Marne et Ardennes) et deux régions (Champagne-Ardenne et Picardie), a été approuvé le 16 décembre 2013. La structure porteuse de l'élaboration et de la mise en œuvre est le Syndicat d’aménagement des bassins Aisne Vesle Suippe (SIABAVES). 
La qualité des cours d’eau peut être consultée sur un site dédié géré par les agences de l’eau et l’Agence française pour la biodiversité. 

### Climat
Pour des articles plus généraux, voir Climat du Grand Est et Climat de la Marne.
En 2010, le climat de la commune est de type climat océanique dégradé des plaines du Centre et du Nord, selon une étude du Centre national de la recherche scientifique s'appuyant sur une série de données couvrant la période 1971-2000. En 2020, Météo-France publie une typologie des climats de la France métropolitaine dans laquelle la commune est exposée à un climat océanique altéré et est dans la région climatique  Nord-est du bassin Parisien, caractérisée par un ensoleillement médiocre, une pluviométrie moyenne régulièrement répartie au cours de l’année et un hiver froid (3 °C). 
Pour la période 1971-2000, la température annuelle moyenne est de 10,1 °C, avec une amplitude thermique annuelle de 15,7 °C. Le cumul annuel moyen de précipitations est de 773 mm, avec 12,2 jours de précipitations en janvier et 8,6 jours en juillet. Pour la période 1991-2020, la température moyenne annuelle observée sur la station météorologique de Météo-France la plus proche, « Sommepy », sur la commune de Sommepy-Tahure à 15 km à vol d'oiseau, est de 10,9 °C et le cumul annuel moyen de précipitations est de 771,4 mm. 
La température maximale relevée sur cette station est de 41 °C, atteinte le 25 juillet 2019 ; la température minimale est de −16 °C, atteinte le 4 janvier 2004,,. 
Les paramètres climatiques de la commune ont été estimés pour le milieu du siècle (2041-2070) selon différents scénarios d'émission de gaz à effet de serre à partir des nouvelles projections climatiques de référence DRIAS-2020. Ils sont consultables sur un site dédié publié par Météo-France en novembre 2022.

## Urbanisme

### Typologie
Au 1er janvier 2024, Somme-Suippe est catégorisée commune rurale à habitat dispersé, selon la nouvelle grille communale de densité à sept niveaux définie par l'Insee en 2022.
Elle est située hors unité urbaine. Par ailleurs la commune fait partie de l'aire d'attraction de Châlons-en-Champagne, dont elle est une commune de la couronne,. Cette aire, qui regroupe 97 communes, est catégorisée dans les aires de 50 000 à moins de 200 000 habitants,.

### Occupation des sols
L'occupation des sols de la commune, telle qu'elle ressort de la base de données européenne d’occupation biophysique des sols Corine Land Cover (CLC), est marquée par l'importance des territoires agricoles (69,6 % en 2018), une proportion sensiblement équivalente à celle de 1990 (69,5 %). La répartition détaillée en 2018 est la suivante : 
terres arables (69,1 %), milieux à végétation arbustive et/ou herbacée (17,9 %), forêts (9,8 %), zones urbanisées (2,1 %), zones industrielles ou commerciales et réseaux de communication (0,7 %), prairies (0,5 %). L'évolution de l’occupation des sols de la commune et de ses infrastructures peut être observée sur les différentes représentations cartographiques du territoire : la carte de Cassini (XVIIIe siècle), la carte d'état-major (1820-1866) et les cartes ou photos aériennes de l'IGN pour la période actuelle (1950 à aujourd'hui).

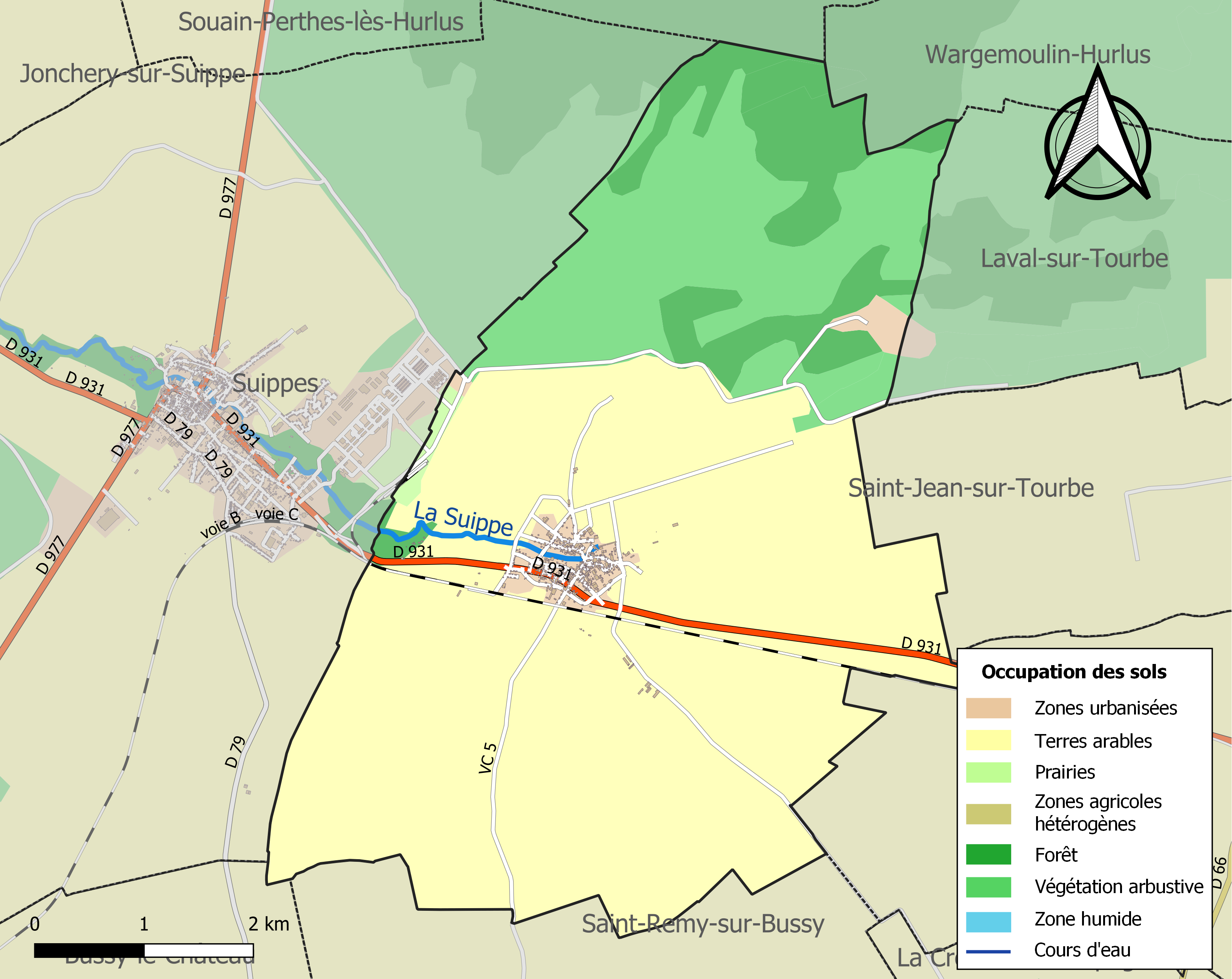
Carte des infrastructures et de l'occupation des sols de la commune en 2018 (CLC).

## Toponymie

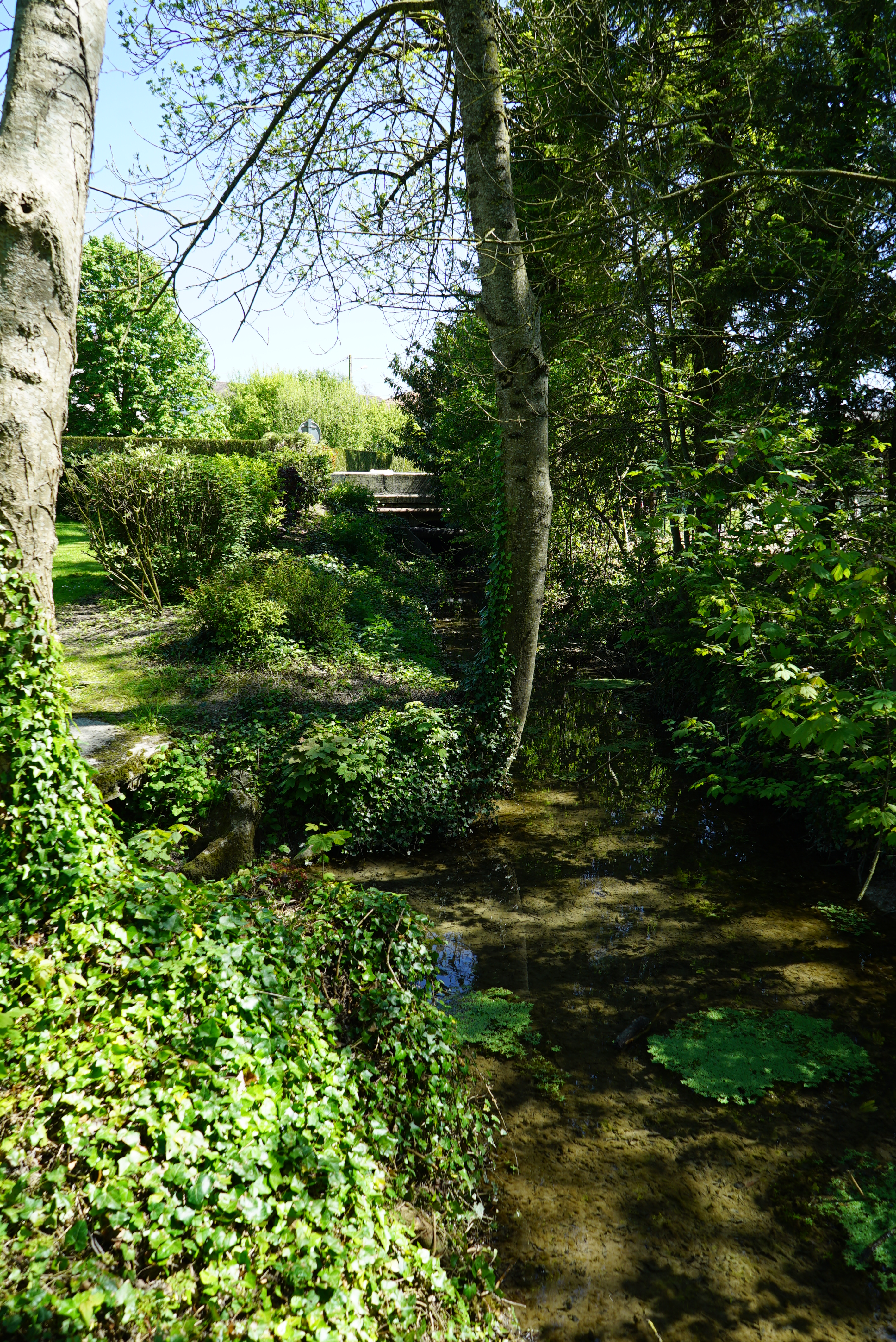
Source de la Suippe.

Le nom de la localité est attesté sous les formes « Altaria Sancti Petri et Sancti Martini de Summa Soppia » (1050) ; Summa Sopia (1246) ; Soume Suippe, Summa Suippe (1252) ; Sommasopia (1303-1312) ; Summa Suppia (1319) ; Suinsuppe [pour Sumsuppe] (fin du xve siècle) ; Sommesuippes (1516) ; Sommesuppe (1604) ; Somme-Suippe (1860).

Dans la toponymie locale, les lieux appelés somme désignent une « source », pour Somme-Suippe, « source de la Suippe ». Ce nom est dérivé du latin summus ou summa (« point le plus haut ») ; la source étant le point le plus haut de la vallée. La Suippe prend en effet sa source dans le petit parc proche de l'église.

## Histoire

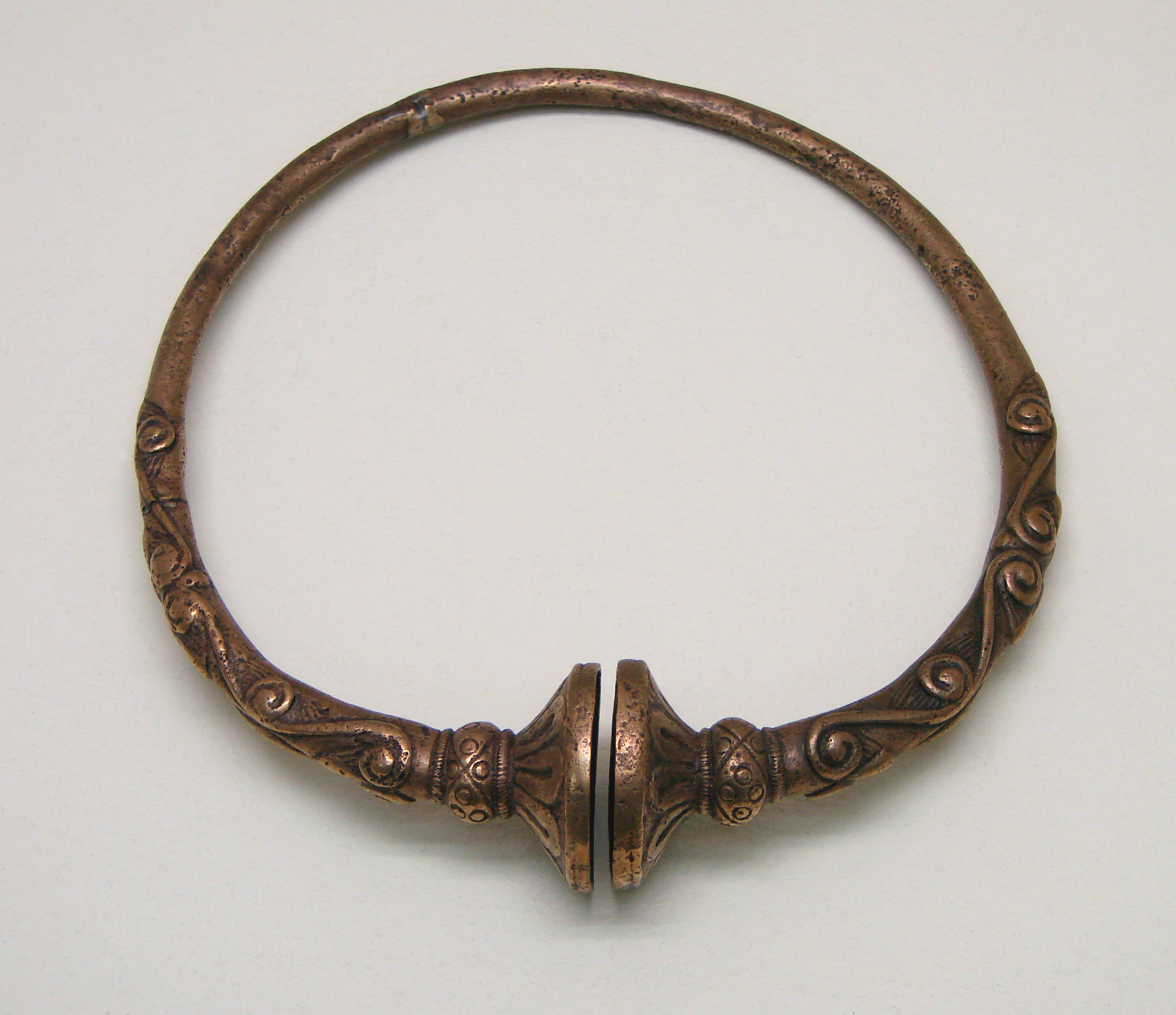
Torque en bronze de la fin du, trouvé à Somme-Suippe, présenté au Musée Saint-Remi de Reims.

Somme-Suippe, dont la fondation est certainement antérieure à l'ère chrétienne, ne figure pas dans un document historique avant le XIe siècle.
C'est en 1053, sous le règne de Henri Ier, que l'on trouve pour la première fois mentionné le nom de Somme-Suippe, dans une lettre de Guy de Chastillon, archevêque de Reims, adressée à l'abbesse d'Avenay, pour lui faire don de la paroisse de Somme-Suippe, sous la protection de saint Pierre. L'abbaye a le droit de patronage, de présentation à l’évêque et de nomination d'un desservant aux églises ou cures (paroisses) où elle percevait aussi les grosses dîmes.
C'est un des rares villages qui avait l'autorisation de se protéger par des remparts par lettres patentes d'Henri III, ils seront démantelés en 1812. Après la Déclaration de guerre de la France au roi de Bohême et de Hongrie, les troupes ennemis causent de nombreux dommages à Somme-Suippe.

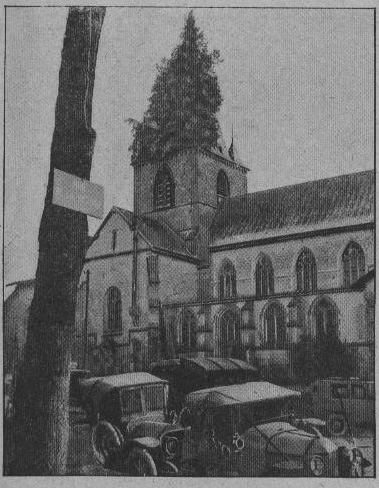
L'église en 1916 transformée en hôpital, photographie de Pages de Gloire.
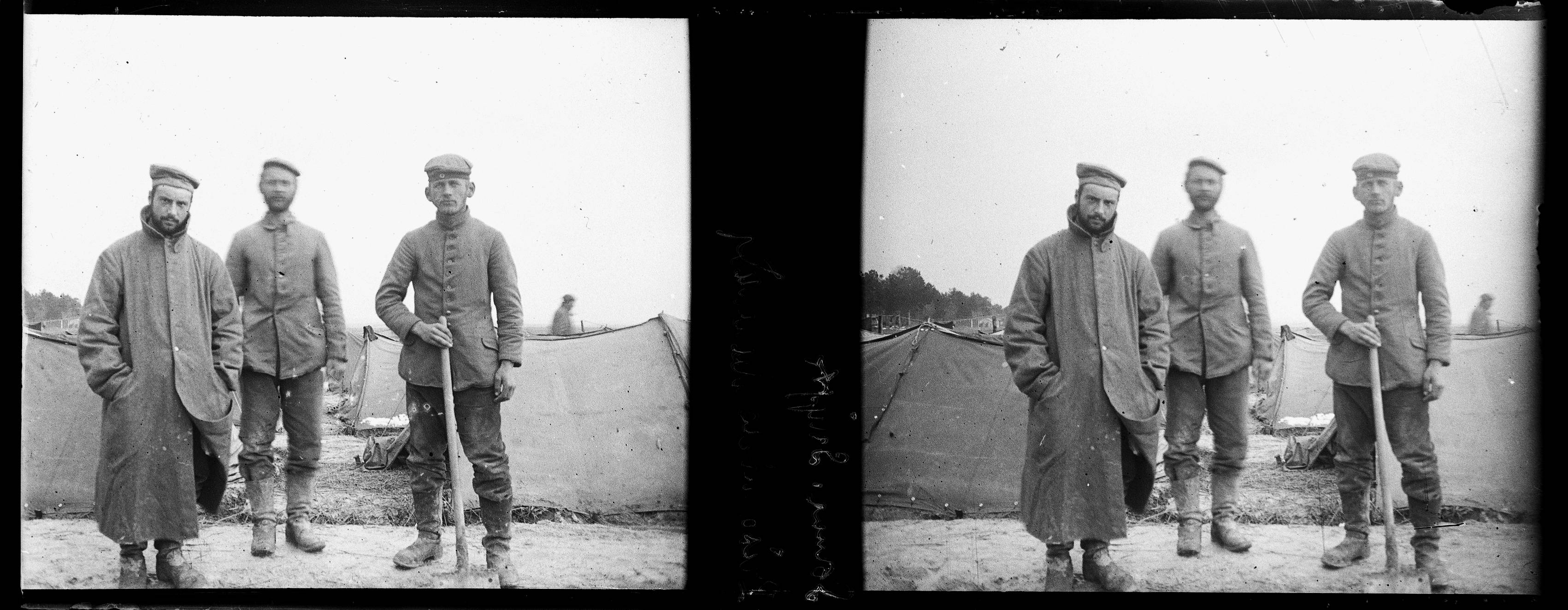
Portrait en pied de trois prisonniers allemands dans un camp de prisonniers, 1916. Archives municipales de Toulouse.

Pendant la Première Guerre mondiale, la commune accueille un camp de prisonniers allemands.

## Politique et administration

### Intercommunalité
La commune, antérieurement membre de la communauté de communes de la Région de Suippes, est membre depuis le 1er janvier 2014 de la communauté de communes de Suippe et Vesle.
En effet, conformément aux prévisions du schéma départemental de coopération intercommunale (SDCI) de la Marne du 15 décembre 2011,, les communautés de communes CC de la région de Suippes et CC des sources de la Vesle ont fusionné le 1er janvier 2014 afin de former la nouvelle communauté de communes de Suippe et Vesle.

### Liste des maires
| Période                                  | Période                      | Identité                        | Étiquette | Qualité                        |
| ---------------------------------------- | ---------------------------- | ------------------------------- | --------- | ------------------------------ |
| Les données manquantes sont à compléter. |                              |                                 |           |                                |
|                                          | 1804                         | François Drouet                 |           |                                |
| 1804                                     | 1807                         | Ponce Ronez-Mainsant            |           |                                |
| 1807                                     | 1831                         | Jacques Perard                  |           |                                |
| 1831                                     | 1841                         | Jacques Macquart                |           |                                |
| 1841                                     | 1846                         | Jean-Baptiste Hannequin         |           |                                |
| 1846                                     | 1858                         | Pierre Perard-Drouet            |           |                                |
| 1858                                     | 1873                         | Maurille-Fréderic Ronez-Colmart |           |                                |
| 1873                                     | 1874                         | Auguste-Florentin Hubert-Simon  |           |                                |
| 1874                                     | 1876                         | Maurille-Fréderic Ronez-Colmart |           |                                |
| 1876                                     | 1896                         | Jean-François Macquart          |           |                                |
| 1896                                     | 1897                         | Félicien Dudart                 |           |                                |
| 1897                                     | 1918                         | Constant Colmart                |           |                                |
| 1919                                     | 1936                         | Jules Ronez                     |           |                                |
| 1936                                     | 1941                         | Marcel Dudart                   |           |                                |
| 1941                                     | 1947                         | Alfred Galichet                 |           |                                |
| 1947                                     | 1965                         | Gilbert Clement                 |           |                                |
| 1965                                     | 1995                         | Georges Perard                  |           |                                |
| 1995                                     | 2001                         | Denise Mathieu                  |           |                                |
| 2001                                     | 2012                         | Jacques Le Touze                |           |                                |
| 2013                                     | En cours (au 4 juillet 2014) | Christian Bossus                |           | Réélu pour le mandat 2014-2020 |

## Démographie
Les habitants de Somme-Suippe sont appelés Somme-Suippas.

L'évolution du nombre d'habitants est connue à travers les recensements de la population effectués dans la commune depuis 1793. Pour les communes de moins de 10 000 habitants, une enquête de recensement portant sur toute la population est réalisée tous les cinq ans, les populations de référence des années intermédiaires étant quant à elles estimées par interpolation ou extrapolation. Pour la commune, le premier recensement exhaustif entrant dans le cadre du nouveau dispositif a été réalisé en 2005.

En 2022, la commune comptait 511 habitants, en évolution de +9,19 % par rapport à 2016 (Marne : −1,19 %, France hors Mayotte : +2,11 %).
| 1793 | 1800 | 1806 | 1821 | 1831 | 1836 | 1841 | 1846 | 1851 |
| ---- | ---- | ---- | ---- | ---- | ---- | ---- | ---- | ---- |
| 605  | 655  | 658  | 741  | 857  | 866  | 875  | 812  | 900  |

| 1856 | 1861 | 1866 | 1872 | 1876 | 1881 | 1886 | 1891 | 1896 |
| ---- | ---- | ---- | ---- | ---- | ---- | ---- | ---- | ---- |
| 779  | 772  | 749  | 712  | 723  | 684  | 631  | 600  | 580  |

| 1901 | 1906 | 1911 | 1921 | 1926 | 1931 | 1936 | 1946 | 1954 |
| ---- | ---- | ---- | ---- | ---- | ---- | ---- | ---- | ---- |
| 580  | 557  | 531  | 507  | 508  | 497  | 460  | 484  | 428  |

| 1962 | 1968 | 1975 | 1982 | 1990 | 1999 | 2005 | 2006 | 2010 |
| ---- | ---- | ---- | ---- | ---- | ---- | ---- | ---- | ---- |
| 394  | 362  | 341  | 384  | 389  | 363  | 450  | 449  | 460  |

| 2015 | 2020 | 2022 | - | - | - | - | - | - |
| ---- | ---- | ---- | - | - | - | - | - | - |
| 461  | 510  | 511  | - | - | - | - | - | - |

## Culture locale et patrimoine

### Lieux et monuments
Le grand cimetière militaire français de Somme-Suippe a été créé en 1914. Il regroupe 4 950 corps français. Il est situé à la sortie de Somme-Suippe près de la départementale 931. Nécropole nationale, il s'y trouve notamment les tombes du lieutenant-colonel Louis qui porte le no 27-93, chef de corps de l'héroïque 3e régiment de zouaves et du commandant Édouard Charlet.
L'église saint-Pierre qui avait été donné à l'abbaye d'Avenay par Guy de Chastillon, archevêque de Reims. Bâtie sur un tertre au XIIIe siècle, il lui en reste le chœur, les transepts et le portail occidental sont du XIVe siècle. Les deux portails latéraux sont eux plus tardif, la nef est à quatre travées. Elle possède un orgues, œuvre des facteurs d'orgues Jacquet Henri et Jacquot Théodore. En 1852, le clocher est frappé par la foudre ce qui détruit celui-ci et les cloches, il est ensuite construit plus court. Actuellement plusieurs arc sont renforcés par des murs d'agglos. Un cadran solaire est visible sur façade sud de la nef. Un certain nombre de modillons sont décorés de visages.
La croix de cimetière qui a sur ses faces les instruments de la Passion.

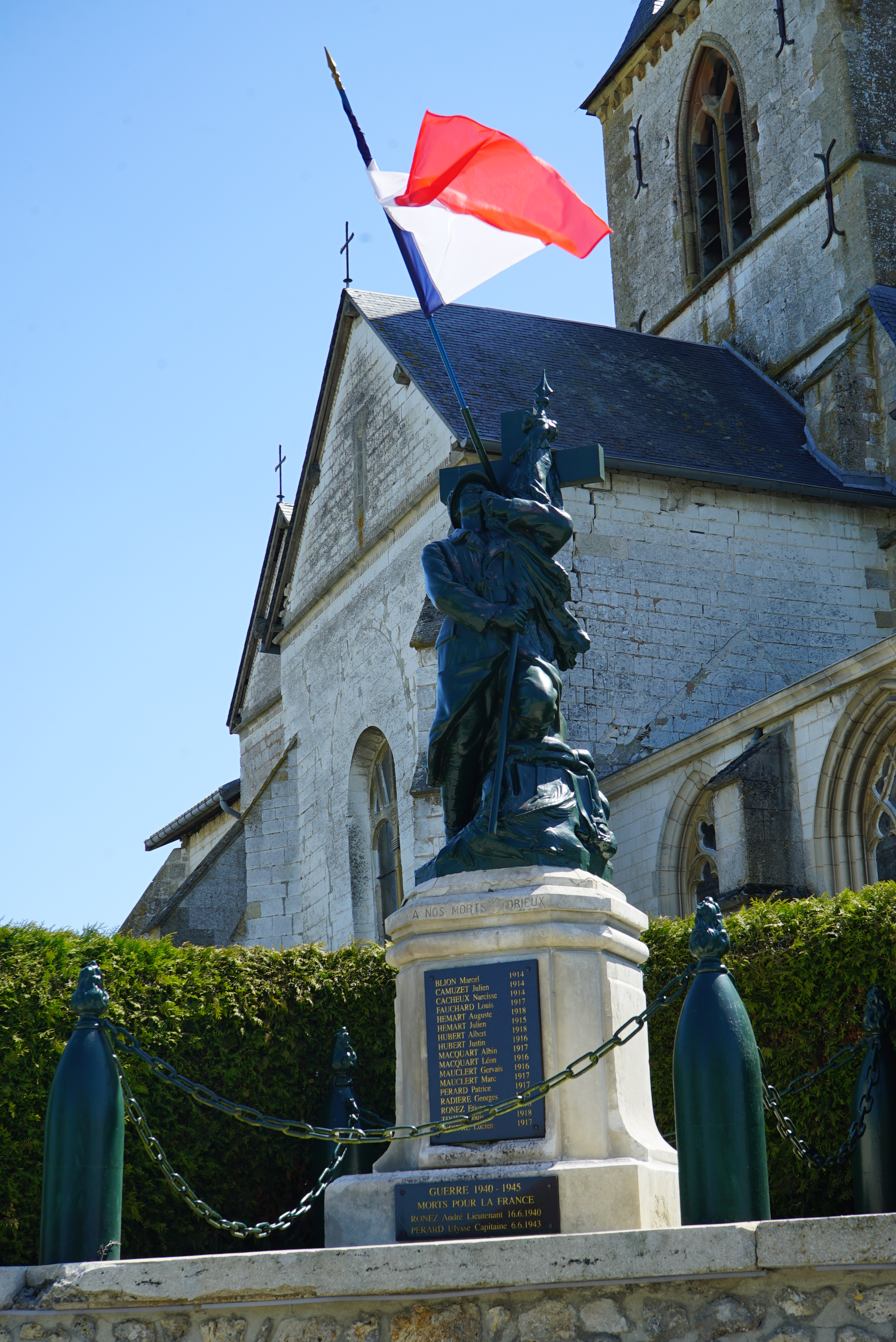
Monument aux morts.
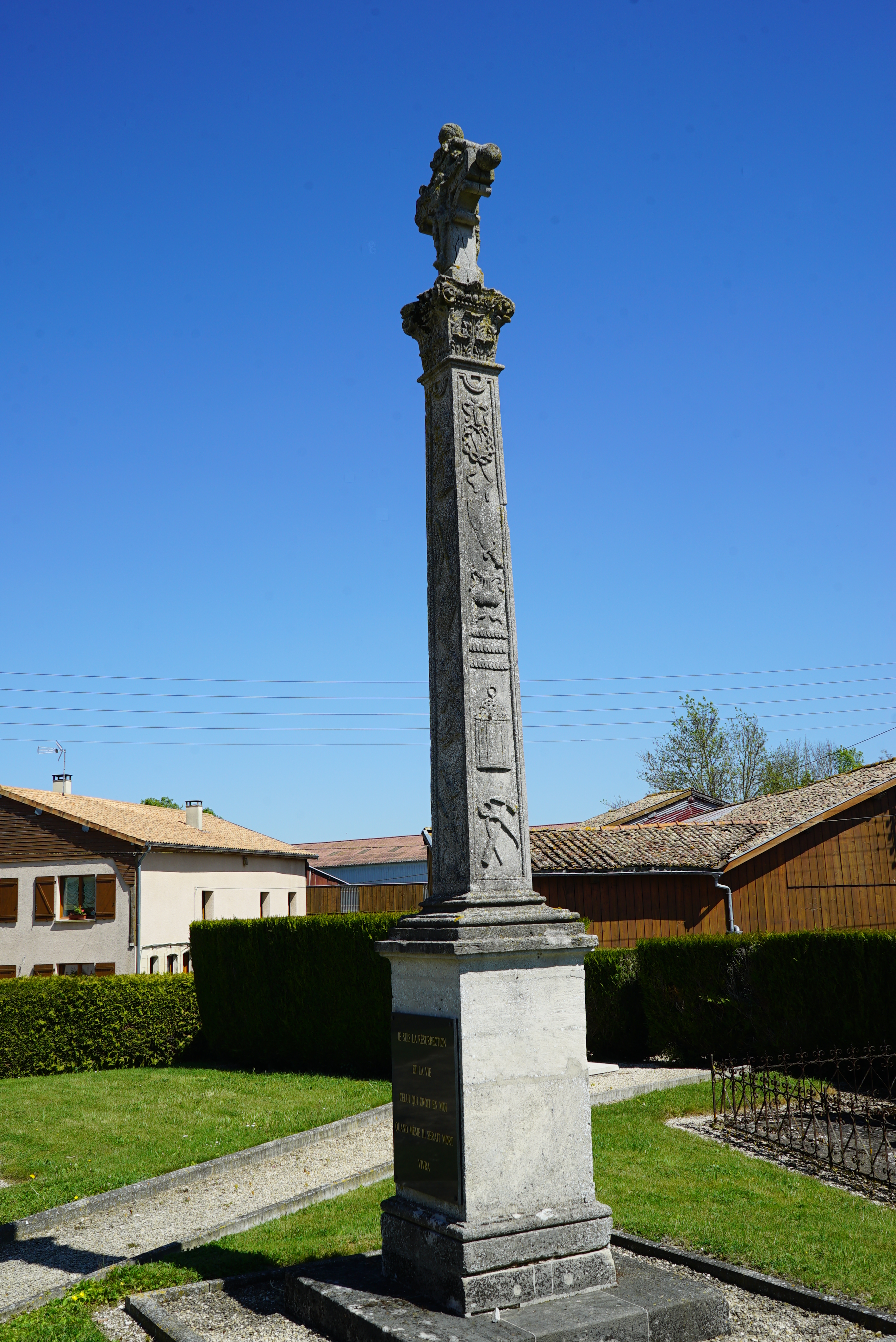
Croix de cimetière.
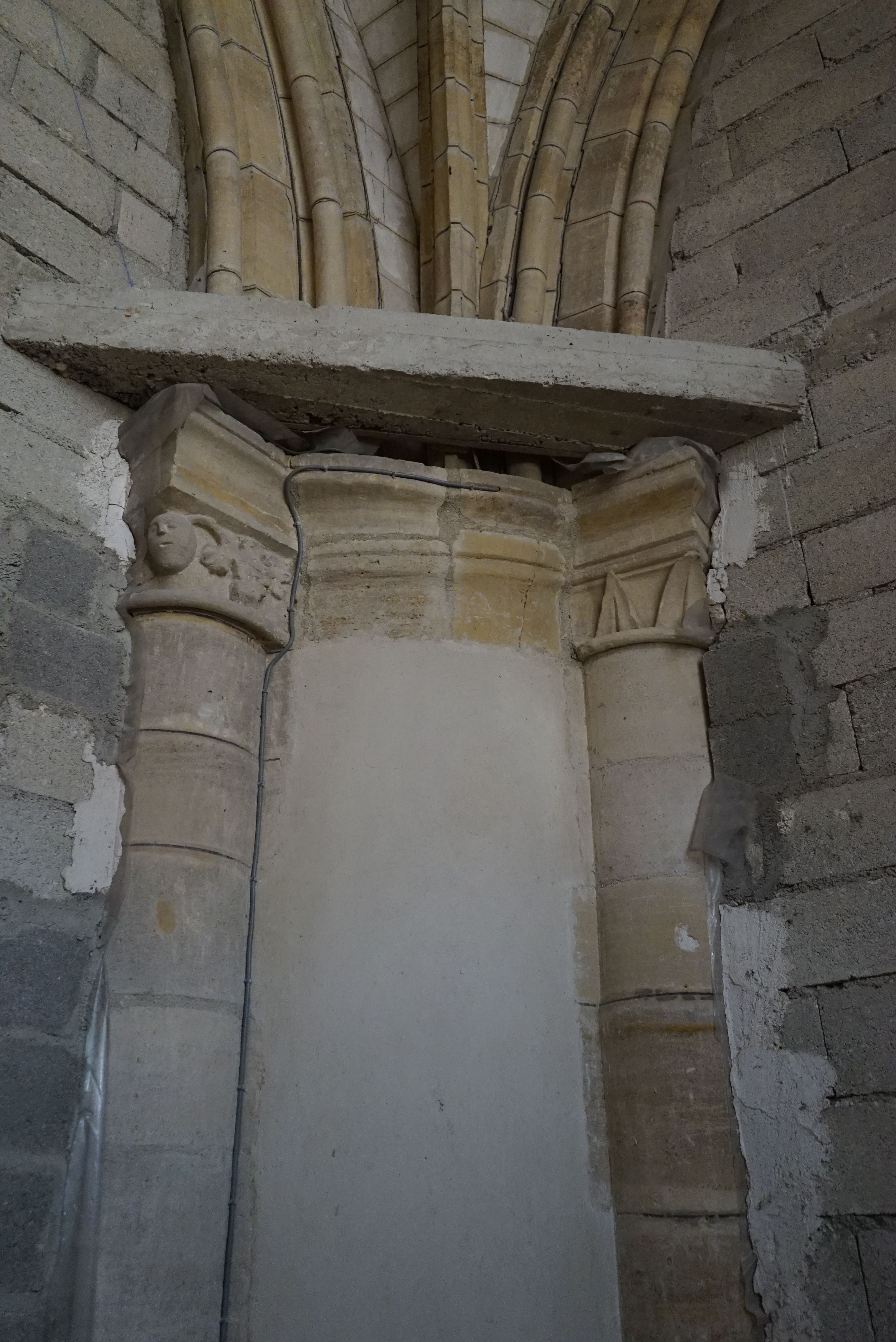
Dans l'église, pilier et renforts actuels,
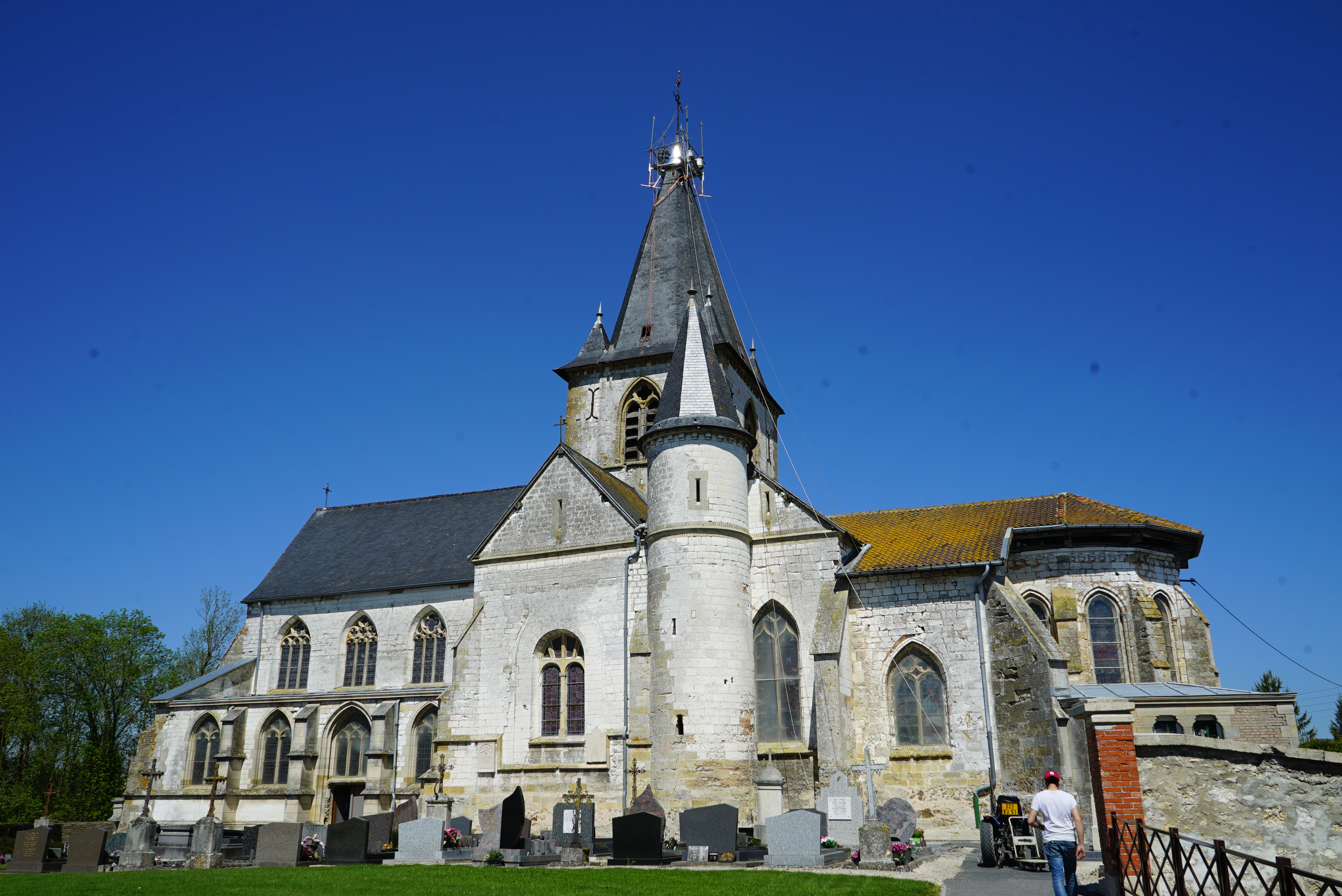
entourée de son cimetière,
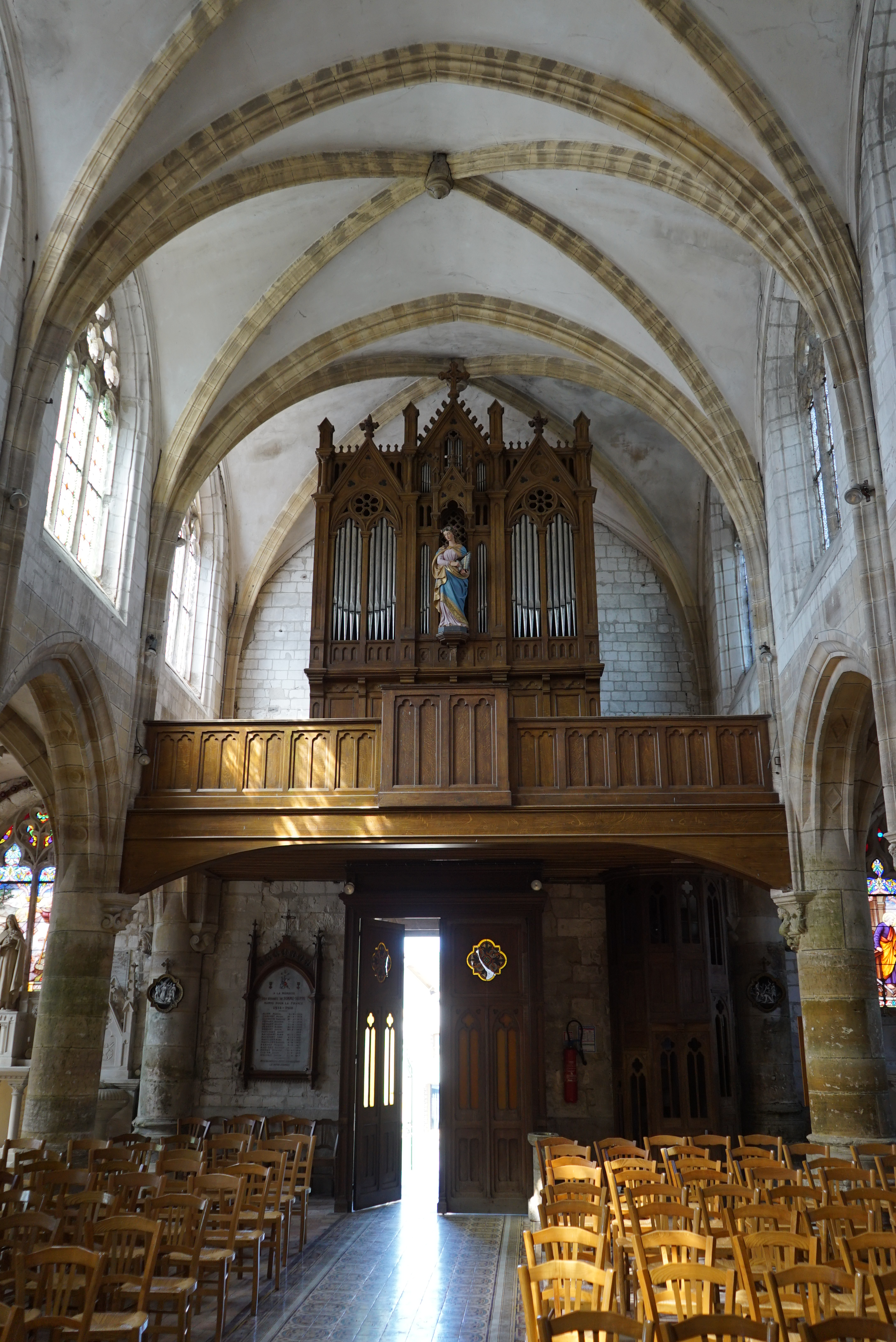
Orgues,
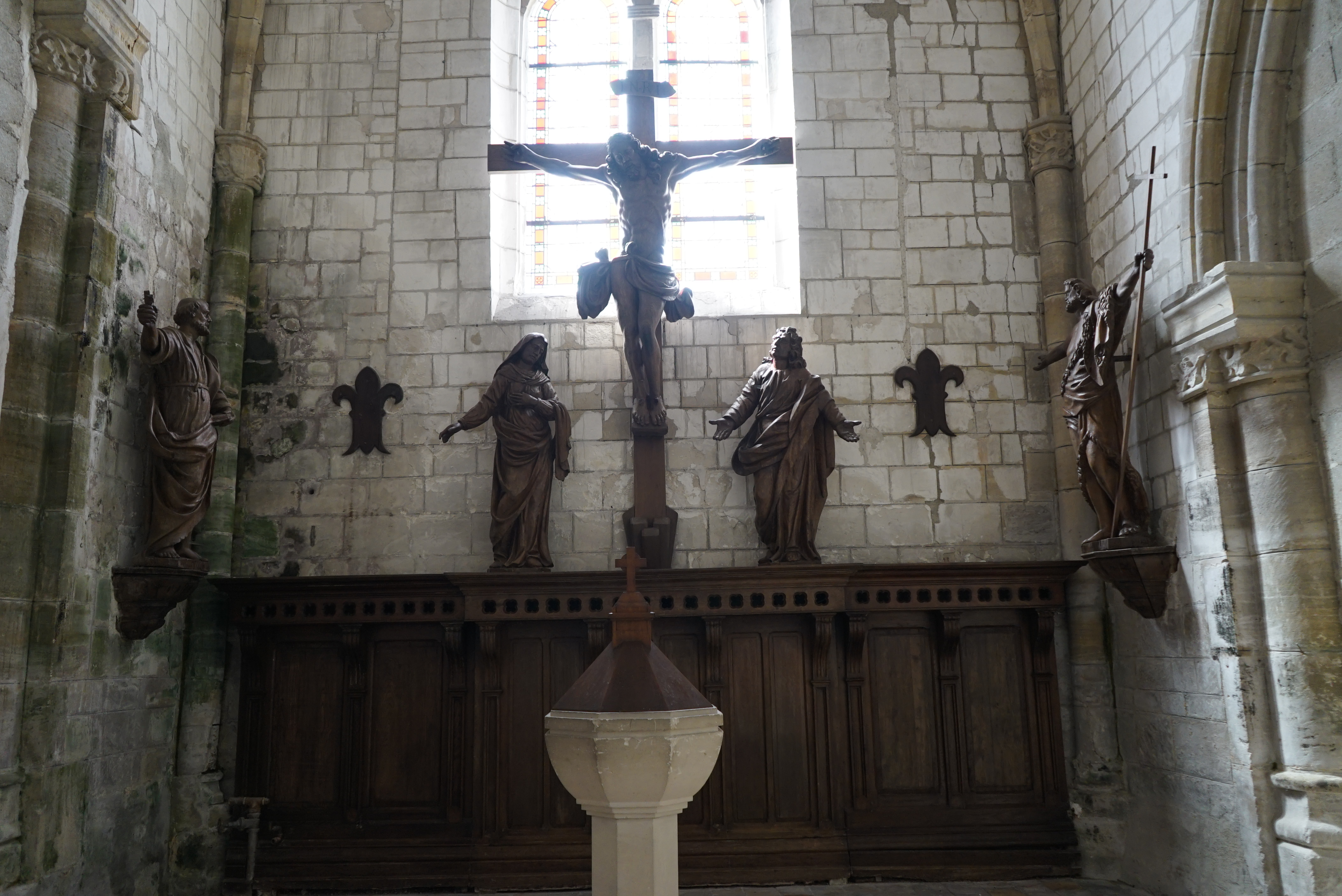
calvaire du XVIIe siècle.

### Personnalités liées à la commune
- Eugène Nolent (1878-1916), avocat et journaliste, grièvement blessé à Souain et mort à l'ambulance de Somme-Suippe le 25 février 1916. Son nom est inscrit au Panthéon parmi les 560 écrivains morts au combat pendant la Première Guerre mondiale.
- Aimé Giral (1895-1915), joueur de rugby, mort pour la France à Somme-Suippe pendant la Première Guerre mondiale.